# Lou Henry Hoover
Lou Henry Hoover (n. 29 martie 1874 - d. 7 ianuarie 1944) a fost soția lui Herbert Hoover, Președinte al Statelor Unite ale Americii. A fost Prima Doamnă a Statelor Unite ale Americii între 1929 și 1933.